# ان‌جی‌سی ۳۹۹
ان‌جی‌سی ۳۹۹ (انگلیسی: NGC 399) نام یک کهکشان عدسی در صورت فلکی ماهی است.